# Finisterre (Saint Etienne)
Finisterre è il sesto album in studio del gruppo musicale inglese Saint Etienne, pubblicato nel 2002.

## Tracce
1. Action – 4:45
2. Amateur – 3:39
3. Language Lab – 3:13
4. Soft Like Me – 4:24
5. Summerisle – 3:08
6. Stop and Think It Over – 3:57
7. Shower Scene – 4:26
8. The Way We Live Now – 4:29
9. New Thing – 4:11
10. B92 – 3:23
11. The More You Know – 3:32
12. Finisterre – 4:33